# Colline de Muzina
 (avril 2020).
La Colline de Muzina (albanais : Bokërrimat e Muzinës), est une colline située dans la municipalité de Delvinë dans le sud de l'Albanie. Elle  est reconnue comme zone protégée en 2002 et couvre une superficie de 4 hectares.